# Menținerea păcii de către Organizația Națiunilor Unite
Menținerea păcii de către Organizația Națiunilor Unite este una dintre îndatoririle asumate de către Departamentul Operațiunilor de Menținere a Păcii a ONU și „un instrument dezvoltat de organizație ca o modalitate de a ajuta statele afectate de conflicte să creeze condițiile pentru pace de durată”. Este diferită de consolidarea păcii, stabilirea păcii și impunerea păcii, alte îndatoriri ale ONU, cu toate că organizația recunoaște că cele patru se întăresc una pe alta și că adesea se suprapun una peste alta.